# Paragonaster
Genre
Paragonaster  est un genre d'étoile de mer de la famille des Pseudarchasteridae.

## Liste des espèces
Selon World Register of Marine Species (26 janvier 2015) :
- Paragonaster chinensis Liao, 1983 -- Mer de Chine
- Paragonaster ctenipes Sladen, 1889 -- Mer de Chine et Philippines
- Paragonaster grandis H.L. Clark, 1941 -- Caraïbes
- Paragonaster ridgwayi McKnight, 1973 -- Nouvelle-Zélande
- Paragonaster stenostichus Fisher, 1913 -- Indonésie et Philippines
- Paragonaster subtilis (Perrier, 1881) -- Atlantique tropical
- Paragonaster tenuiradiis Alcock, 1893 -- Baie du Bengale